# Crisanto Luque Sánchez
Crisanto Luque Sánchez, (ur. 1 lutego 1889 w Tenjo, zm. 7 maja 1959 w Bogocie), kolumbijski duchowny katolicki, kardynał, arcybiskup Bogoty.

## Życiorys
Święcenia kapłańskie przyjął w Bogocie 28 października z rąk Bernardo Herrera Restrepo arcybiskupa Bogoty. Pracę duszpasterską podjął w archidiecezji Bogota i był kapelanem szpitala, wikariuszem w parafii Nuestra Señora de las Nieves i proboszczem w Guachetá. 16 stycznia 1931 roku papież Pius XI mianował go biskupem tytularnym Croe i biskupem pomocniczym diecezji Tunja, sakrę biskupią otrzymał 3 maja 1931 roku w archikatedrze metropolitalnej w Bogocie z rąk abp. Paolo Giobbe nuncjusza apostolskiego w Kolumbii. 9 września 1932 roku został mianowany biskupem ordynariuszem diecezji Tunja. 14 lipca 1950 roku został przeniesiony na stolicę metropolitalną w Bogocie i jednocześnie mianowany biskupem polowym. Na konsystorzu 12 stycznia 1953 roku Pius XII wyniósł go do godności kardynalskiej z tytułem prezbitera Santi Cosma e Damiano. Uczestniczył w konklawe w 1958 roku. Był pierwszym kardynałem pochodzącym z Kolumbii. Zmarł 7 maja 1959 roku w Bogocie i pochowano go w archikatedrze metropolitalnej w Bogocie. 